# 客路
客路（英語：Klook）是一家於香港註冊的旅遊科技公司，技術團隊在香港和新加坡均設有營運辦公室，在臺灣則為僑外資公司。2014年5月由三位創辦人林照圍、王志豪和熊小康在香港成立。Klook總部位於新加坡、香港，提供全球2,700多個目的地、逾50萬個商品及服務，包括熱門景點、一日遊、獨特體驗到當地交通、飯店住宿、租車等。目前Klook已在香港、臺北、新加坡、首爾、深圳、曼谷、吉隆坡和马尼拉等多個熱門城市設有駐點。

## 歷史
- 2014年9月：Klook網站上線。
- 2015年4月：Klook App iOS與Android版及網站全球同步上線。iOS版本上線一周，獲亞太14個國家及地區App Store推薦為“最佳新應用”。[2]
- 2015年4月：Klook榮獲WIT(Web in Travel)日本及北亞洲區互聯網創業大賽冠軍。[1][3]
- 2015年5月：Klook App上線
- 2015年10月：Klook宣佈獲得經緯創投（Matrix Partners）領投的A輪融資共計500萬美元。[4]
- 2016年4月：Klook獲得台灣《數位時代》舉辦的2016年“Future Commerce Awards 創新商務獎” 最佳商業模式銀獎及評審團大獎。[5]
- 2016年5月：Klook網站及App在全球的行程預訂量已超過500萬次。[6]
- 2017年3月：Klook獲得B輪融資，由紅杉資本(Sequoia)及經緯創投領投。Klook宣佈正式進入台灣市場。[7]
- 2017年4月：Klook聯合創辦人王志豪入選Forbes雜誌30 Under 30青年領袖Consumer Technology榜單。[8]
- 2017年10月：Klook獲得C輪融資，由高盛、紅杉資本、經緯創投領頭的6000萬美元資金 [9]。
- 2018年8月：Klook獲得D輪融資2億美元。由高盛、TCV、紅杉資本領投。
- 2019年4月：Klook獲得D+輪融資2.25億美元，由軟銀願景基金I、TCV領投。
- 2021年1月：Klook獲得E輪融資2億美元，由Aspex Management、思柏投資領投。[9]
- 2023年12月：Klook獲得2億1千萬美元融資（約66億台幣）。由美國風險投資公司Bessemer Venture Partners領投；其他投資人包括：歐亞前三大私募基金BPEA EQT霸菱，總部位於南韓的Atinum Investment、印尼Golden Vision Capital等亞太大型跨國投資基金；以及日本三菱日聯金融集團（MUFG）旗下大城銀行投資部門Krungsri Finnovate、泰國最大商業銀行之一開泰銀行（Kasikornbank）、菲律賓最大集團SMIC的SG Holdings等多個東南亞企業創投部門。此輪融資還包括來自花旗銀行、摩根大通和匯豐銀行的銀行融資。[10]
- 2024年1月：Klook宣布擴大投資台灣2.0計畫，3年內投資台灣75億台幣以上[11]
- 2025年2月 ：Klook宣布完成1億美元融資（約32億台幣），全面推動旅遊體驗市場成長，由國際成長型投資公司Vitruvian Partners領投。展現市場對Klook願景、領導地位及卓越營運能力的高度信心。[12]